# Rudolf Fila
Rudolf Fila (Příbram na Moravě, 1932. július 19. – Pozsony, 2015. február 11.) szlovák festő, oktató és író. Elsősorban a szecessziós stílusban alkotó Gustav Klimt műveinek művészi újraértelmezéséről ismert.

## Élete
1950-től 1952-ig a Brünni Iparművészeti Iskolában tanult. 1952 és 1958 között a pozsonyi Képzőművészeti Akadémia növendéke volt. 1959-ben a pozsonyi Iparművészeti Központban dolgozott. 1960-tól 1990-ig tanított a pozsonyi Iparművészeti Gimnáziumban. Az 1960-as években Nemzetközi kiállításokon vett részt, 1971-ben Zürichben mutatta be az alkotásait. 1990-től a pozsonyi Képzőművészeti Akadémia tagja. 1993 és 1996 között kiállításai voltak: Bécsben, Budapesten, Varsóban, Ulmban, Châteauroux-ban, Londonban, Novarában és Párizsban.

## Művei
Fila munkái megtalálhatók a Szlovák Nemzeti Galériában, a Prágai Nemzeti Galériában, a bécsi XX. Századi Múzeumban, a londoni Credit Suisse Művészeti Gyűjteményben. Művei  több magángyűjteményben Európa és az Egyesült Államok más városaiban is fellelhetők.

## Publikációi
- Fila, Rudolf (2003). Cestou. Bratislava, Slovakia: Petrus. ISBN 80-88939-58-5.
- Fila, Rudolf and Filová, Dorota (2005). Premeny: Kópie, citácie, premaľby. Bratislava, Slovakia: Petrus. ISBN 80-88939-55-0.

## Elismerései, díja
- A Cestou című művészeti esszékötetéért 2003-ban a legjelentősebb szlovák irodalmi elismeréssel, a Dominik Tatarka-díjjal tüntették ki.
- 2005 januárjában a Szlovák Köztársaság kulturális minisztere életműdíjjal jutalmazta.

## Fordítás
- Ez a szócikk részben vagy egészben  a   Rudolf Fila című angol Wikipédia-szócikk ezen változatának fordításán alapul.  Az eredeti cikk szerkesztőit annak laptörténete sorolja fel. Ez a jelzés csupán a megfogalmazás eredetét és a szerzői jogokat jelzi, nem szolgál a cikkben szereplő információk forrásmegjelöléseként.